# Chris Straube
Christopher „Chris“ Straube (* 27. Mai 1974 in Toronto, Ontario) ist ein kanadisch-deutscher Eishockeytrainer und ehemaliger Spieler, der 2001 mit Mannheim deutscher Meister wurde und zwei WM-Turniere mit der deutschen Nationalmannschaft bestritt.

## Spielerkarriere
Der 1,88 m große Flügelstürmer begann seine Karriere beim EC Hedos München, für den er in den Play-Offs 1993/94 seine ersten Bundesligaspiele absolvierte und mit denen er der letzte Deutsche Meister der alten Bundesliga wurde. Auch nach Gründung der DEL stand der Linksschütze für die Münchener, nun beim vom EC Hedos ausgelagerten Profiteam Maddogs München, auf dem Eis. Nach deren Rückzug aus der neuen deutschen Profispielklasse während der Premierensaison 1994/95 wechselte Straube zu den Adlern Mannheim.
Zur Saison 1996/97 unterschrieb der Stürmer einen Vertrag bei den Nürnberg Ice Tigers, für die er insgesamt drei Spielzeiten lang spielte und dann nach Mannheim zurückkehrte. 2001 gewann Straube mit den Adlern die Deutsche Meisterschaft, während der folgenden Spielzeit wechselte er zu den Augsburger Panthern. Straubes bisher letzte DEL-Station waren die Iserlohn Roosters in der Saison 2003/04. Ab 2004 spielte Chris Straube in der 2. Bundesliga, zunächst für den SC Bietigheim-Bissingen und ab der Saison 2006/07 für die Lausitzer Füchse.
Chris Straube verließ die Lausitzer Füchse zum 1. November 2007. Nach seinem Gastspiel in der ECHL wechselte er zurück nach Deutschland und schnürte von Anfang Januar 2008 bis Saisonende 2007/08 seine Schlittschuhe für die Heilbronner Falken in der 2. Bundesliga. Ab der Saison 2008/09 spielte Straube wieder bei den Lausitzer Füchsen in Weißwasser, konnte sich aber im Sommer 2010 nicht mit dem Club auf einen neuen Vertrag einigen. Nach vier Spielen (Try-Out) für die Dresdner Eislöwen wechselte er im November 2010 für eine Saison zum Oberligisten Moskitos Essen. Für die folgende Saison kehrt er zu den Lausitzer Füchsen zurück. Obwohl Straube in der Saison 2011/12 gleichauf mit Mark Derlago und Matt McKnight zum Topscorer der Füchse avancierte und mehrere Wochen den Goldenen Helm trug, bekam er wegen der beabsichtigten Verjüngung der Mannschaft keinen neuen Vertrag und wechselte 2012 in der Liga zum REV Bremerhaven, wo er nach der Saison seine Spielerkarriere beendete.

### International
Nach seiner Einbürgerung bestritt der gebürtige Kanadier für die deutsche Eishockeynationalmannschaft die Weltmeisterschaften 1998 und 2000 und erzielte in diesen 13 WM-Spielen ein Tor und drei Assists. In 16 weiteren Spielen im Nationaltrikot traf er 5-mal ins Tor und war an einem weiteren Tor beteiligt.

### Erfolge und Auszeichnungen
- 2001 Deutscher Meister mit den Adlern Mannheim

## Trainerkarriere
Ab 2013 gehörte Straube als Assistenztrainer dem Trainerstab des dänischen Erstligisten Sønderjyske IK an, und wurde im Februar 2018 zum Cheftrainer befördert.
Ab Februar 2021 war Chris Straube Trainer bei dem DEL2-Team der Lausitzer Füchse, nachdem er ab Mai 2018 Co-Trainer von Corey Neilson war. Im Januar 2022 wurde er von seiner Aufgabe entbunden und arbeitete weiter als Scout für die Füchse.

## Karrierestatistik
(Legende zur Spielerstatistik: Sp oder GP = absolvierte Spiele; T oder G = erzielte Tore; V oder A = erzielte Assists; Pkt oder Pts = erzielte Scorerpunkte; SM oder PIM = erhaltene Strafminuten; +/− = Plus/Minus-Bilanz; PP = erzielte Überzahltore; SH = erzielte Unterzahltore; GW = erzielte Siegtore; 1 Play-downs/Relegation; Kursiv: Statistik nicht vollständig)

ohne Pokalspiele